# Uruguay az 1956. évi nyári olimpiai játékokon
Uruguay az ausztráliai Melbourne-ben és a svédországi Stockholmban megrendezett 1956. évi nyári olimpiai játékok egyik részt vevő nemzete volt. Az országot az olimpián 5 sportágban 21 sportoló képviselte, akik összesen 1 érmet szereztek.

## Érmesek
| Érem  | Versenyző | Sportág    | Versenyszám |
| ----- | --- | ---------- | ----------- |
| Bronz | Nemzeti válogatott Carlos Blixen Nelson Chelle Ramiro Cortés Héctor Costa Nelson Demarco Héctor García Carlos González Gallo Sergio Matto Raúl Mera Oscar Moglia Ariel Olascoaga Milton Scaron | Kosárlabda | Férfi       |

## Atlétika
Férfi
| Versenyző      | Versenyszám | Selejtező | Selejtező | Döntő    | Döntő    |
| Versenyző      | Versenyszám | Eredmény  | Helyezés  | Eredmény | Helyezés |
| -------------- | ----------- | --------- | --------- | -------- | -------- |
| Fermín Donazar | Távolugrás  | 731 cm    | 9.        | 657 cm   | 12.      |

## Evezés
| Versenyző                    | Versenyszám  | Előfutam | Előfutam | Vigaszág | Vigaszág | Döntő   | Döntő   | Helyezés    |
| Versenyző                    | Versenyszám  | Idő      | Hely.    | Idő      | Hely.    | Idő     | Hely.   | Helyezés    |
| ---------------------------- | ------------ | -------- | -------- | -------- | -------- | ------- | ------- | ----------- |
| Miguel Seijas Paulo Carvalho | Kétpárevezős | 7:09,6   | 3.       | 8:27,5   | 2.       | kiesett | kiesett | helyezetlen |

## Kerékpározás

### Országúti kerékpározás
| Versenyző                                                       | Versenyszám          | Idő              | Helyezés      |
| --------------------------------------------------------------- | -------------------- | ---------------- | ------------- |
| René Deceja                                                     | Mezőnyverseny        | 5:31:58 (+10:41) | 33.           |
| Walter Moyano                                                   | Mezőnyverseny        | nem ért célba    | nem ért célba |
| Eduardo Puertollano                                             | Mezőnyverseny        | nem ért célba    | nem ért célba |
| Alberto Velázquez                                               | Mezőnyverseny        | nem ért célba    | nem ért célba |
| Versenyző                                                       | Versenyszám          | Pont             | Helyezés      |
| René Deceja Walter Moyano Eduardo Puertollano Alberto Velázquez | Csapat mezőnyverseny | nem ért célba    | nem ért célba |

### Pálya-kerékpározás
Időfutam
| Versenyző  | Versenyszám  | Idő    | Helyezés |
| ---------- | ------------ | ------ | -------- |
| Luis Serra | Férfi egyéni | 1:12,3 | =5.      |

Üldözőverseny
| Versenyző                                                    | Versenyszám  | Selejtező                                                                            | Selejtező | Selejtező | Negyeddöntő  | Negyeddöntő | Negyeddöntő | Elődöntő     | Elődöntő  | Elődöntő | Döntő        | Döntő     | Helyezés    |
| Versenyző                                                    | Versenyszám  | Ellenfél Idő                                                                         | Saját idő | Hely.     | Ellenfél Idő | Saját idő   | Hely.       | Ellenfél Idő | Saját idő | Hely.    | Ellenfél Idő | Saját idő | Helyezés    |
| ------------------------------------------------------------ | ------------ | ------------------------------------------------------------------------------------ | --------- | --------- | ------------ | ----------- | ----------- | ------------ | --------- | -------- | ------------ | --------- | ----------- |
| René Deceja Eduardo Puertollano Luis Serra Alberto Velázquez | Férfi csapat | Új-Zéland (NZL) · Warwick Dalton · Donald Eagle · Bruce Kent · Neil Ritchie · 4:55,6 | 5:02,4    | 2.        | kiesett      | kiesett     | kiesett     | kiesett      | kiesett   | kiesett  | kiesett      | kiesett   | helyezetlen |

## Kosárlabda
| Uruguayi férfi kosárlabdacsapat-játékoskeret                                                    | Uruguayi férfi kosárlabdacsapat-játékoskeret                                                        |
| ----------------------------------------------------------------------------------------------- | --------------------------------------------------------------------------------------------------- |
| - Carlos Blixen - Nelson Chelle - Ramiro Cortés - Héctor Costa - Nelson Demarco - Héctor García | - Carlos González Gallo - Sergio Matto - Raúl Mera - Oscar Moglia - Ariel Olascoaga - Milton Scaron |

### Eredmények
Csoportkör
C csoport
| Csapat                  | M | Gy | V | P+  | P–  | Pk  |
| ----------------------- | - | -- | - | --- | --- | --- |
| Uruguay (URU)           | 3 | 3  | 0 | 238 | 187 | +51 |
| Bulgária (BUL)          | 3 | 2  | 1 | 242 | 199 | +43 |
| Kínai Köztársaság (ROC) | 3 | 1  | 2 | 216 | 249 | –33 |
| Dél-Korea (KOR)         | 3 | 0  | 3 | 194 | 255 | –61 |

| 1956. november 23. | Uruguay (URU) | 70 – 65 | Bulgária (BUL) |  |
| 1956. november 23. | (38–35)       |         |                |  |

| 1956. november 24. | Uruguay (URU) | 85 – 62 | Kínai Köztársaság (ROC) |  |
| 1956. november 24. | (39–36)       |         |                         |  |

| 1956. november 26. | Uruguay (URU) | 83 – 60 | Dél-Korea (KOR) |  |
| 1956. november 26. | (35–25)       |         |                 |  |

Középdöntő
E csoport
| Csapat               | M | Gy | V | P+  | P–  | Pk  |
| -------------------- | - | -- | - | --- | --- | --- |
| Franciaország (FRA)  | 3 | 2  | 1 | 195 | 187 | +8  |
| Uruguay (URU)        | 3 | 2  | 1 | 221 | 209 | +12 |
| Chile (CHI)          | 3 | 1  | 2 | 221 | 220 | +1  |
| Fülöp-szigetek (PHI) | 3 | 1  | 2 | 204 | 225 | –21 |

| 1956. november 27. | Uruguay (URU) | 79 – 70 | Fülöp-szigetek (PHI) |  |
| 1956. november 27. | (42–39)       |         |                      |  |

| 1956. november 28. | Uruguay (URU) | 80 – 73 | Chile (CHI) |  |
| 1956. november 28. | (40–25)       |         |             |  |

| 1956. november 29. | Franciaország (FRA) | 66 – 62 | Uruguay (URU) |  |
| 1956. november 29. | (38–31)             |         |               |  |

Elődöntő
| 1956. november 30. | Egyesült Államok (USA) | 101 – 38 | Uruguay (URU) |  |
| 1956. november 30. | (51–10)                |          |               |  |

Bronzmérkőzés
| 1956. december 1. | Uruguay (URU) | 71 – 62 | Franciaország (FRA) |  |
| 1956. december 1. | (37–29)       |         |                     |  |

| Csapat        | Helyezés |
| ------------- | -------- |
| Uruguay (URU) |          |

## Vívás
Férfi
| Versenyző        | Versenyszám  | Csoportkör | Csoportkör | Csoportkör | Csoportkör  | Csoportkör        | Csoportkör | Csoportkör        | Csoportkör | Helyezés    |
| Versenyző        | Versenyszám  | 1. kör | 1. kör     | Negyeddöntő | Negyeddöntő | Elődöntő          | Elődöntő   | Döntő             | Döntő      | Helyezés    |
| Versenyző        | Versenyszám  | Ellenfél Eredmény | Hely.      | Ellenfél Eredmény | Hely.       | Ellenfél Eredmény | Hely.      | Ellenfél Eredmény | Hely.      | Helyezés    |
| ---------------- | ------------ | --- | ---------- | --- | ----------- | ----------------- | ---------- | ----------------- | ---------- | ----------- |
| Teodoro Goliardi | Kard, egyéni | 1. csoport · Luigi Narduzzi (ITA) · nincs adat · George Worth (USA) · nincs adat · Benito Ramos (MEX) · nincs adat · Masayuki Sano (JPN) · nincs adat · Sandor Szoke (AUS) · nincs adat · Összesítés: 3GY-1V (19-10) | 2.         | 1. csoport · Roberto Ferrari (ITA) · nincs adat · Kovács Pál (HUN) · nincs adat · Jacques Lefèvre (FRA) · nincs adat · Allan Kwartler (USA) · nincs adat · Jakov Rilszkij (URS) · nincs adat · Benito Ramos (MEX) · nincs adat · Összesítés: 1GY-4V (14-23) | 6.          | kiesett           | kiesett    | kiesett           | kiesett    | helyezetlen |